# Knesset

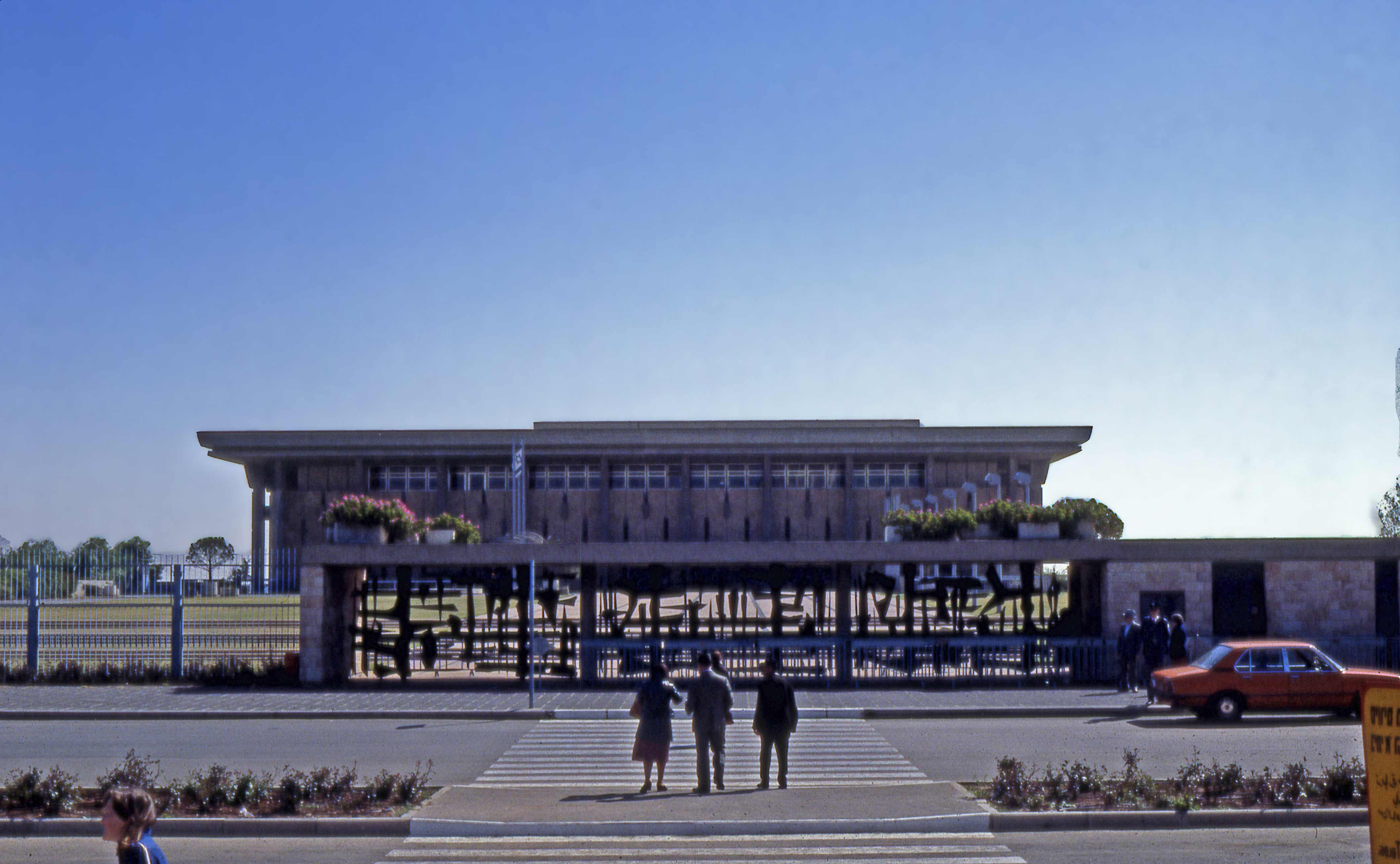
Knessetul (Clădirea Parlamentului unicameral al Israelului)

Knessetul (כנסת, „adunare" în limba ebraică) este Parlamentul unicameral al statului Israel și se află la Ierusalim, pe dealul Ghivat Ram.

## Istorie
În 1948 în preajma proclamării Israelului, conducerea sionistă din Palestina a înființat Consiliul Poporului (Moetzet Haam) de 37 deputați, a cărui componență politică a reflectat pe cea a Adunării reprezentanților evrei (Asefat Hanivharim) din timpul mandatului britanic. Din rândurile Consiliului Poporului s-a format Administrația Poporului - Minhelet Haam, cu rol de executiv temporar.
La 14 mai 1948 când a fost proclamată independența Statului Israel, Consiliul Poporului și-a schimbat numele în Consiliul provizoriu de stat, care a fost organul legislativ în anii Războiului de independență din 1948-1949, până la alegerile parlamentare. Consiliul provizoriu de stat s-a reunit inițial la Tel Aviv, deoarece Ierusalimul era asediat de Legiunea Arabă. Sediile sale au fost  clădirea fondului național Keren Kayemet, apoi oficiul primului ministru din cartierul Kiriya (fosta așezare de templieri germani Sarona) și casa Dizengof, devenită muzeu la Tel Aviv. 
La 25 ianuarie 1949, înainte de sfârșitul oficial al Războiului de independență populația Israelului a votat pentru Adunarea Constituantă - Assefá mekhonènet - un corp legislativ care, potrivit cu Declarația de independență trebuia să prepare Constituția (Huká) noului stat.
Adunarea constituantă s-a reunit, pentru prima oară, la 14 februarie 1949 - 15 Tevet după calendarul ebraic, în clădirea Agenției Evreiești din Ierusalim.  
După două zile Adunarea l-a ales pe primul președinte al Israelului, prof.Haim Weizmann. Ea a mai decis să-și schimbe numele în Knesset, după numele „Marelui Knesset” (Knesset Hagdolá), adunarea bătrânilor poporului  care s-a întrunit, sub dominația persană (Ahemenidă), după întoarcerea fruntașilor evrei din exilul babilonean. în a doua jumătate a secolului al V-lea î.e.n.
Ca și în Marele Knesset, numărul membrilor Knessetului este de 120.

## Clădirea Knessetului

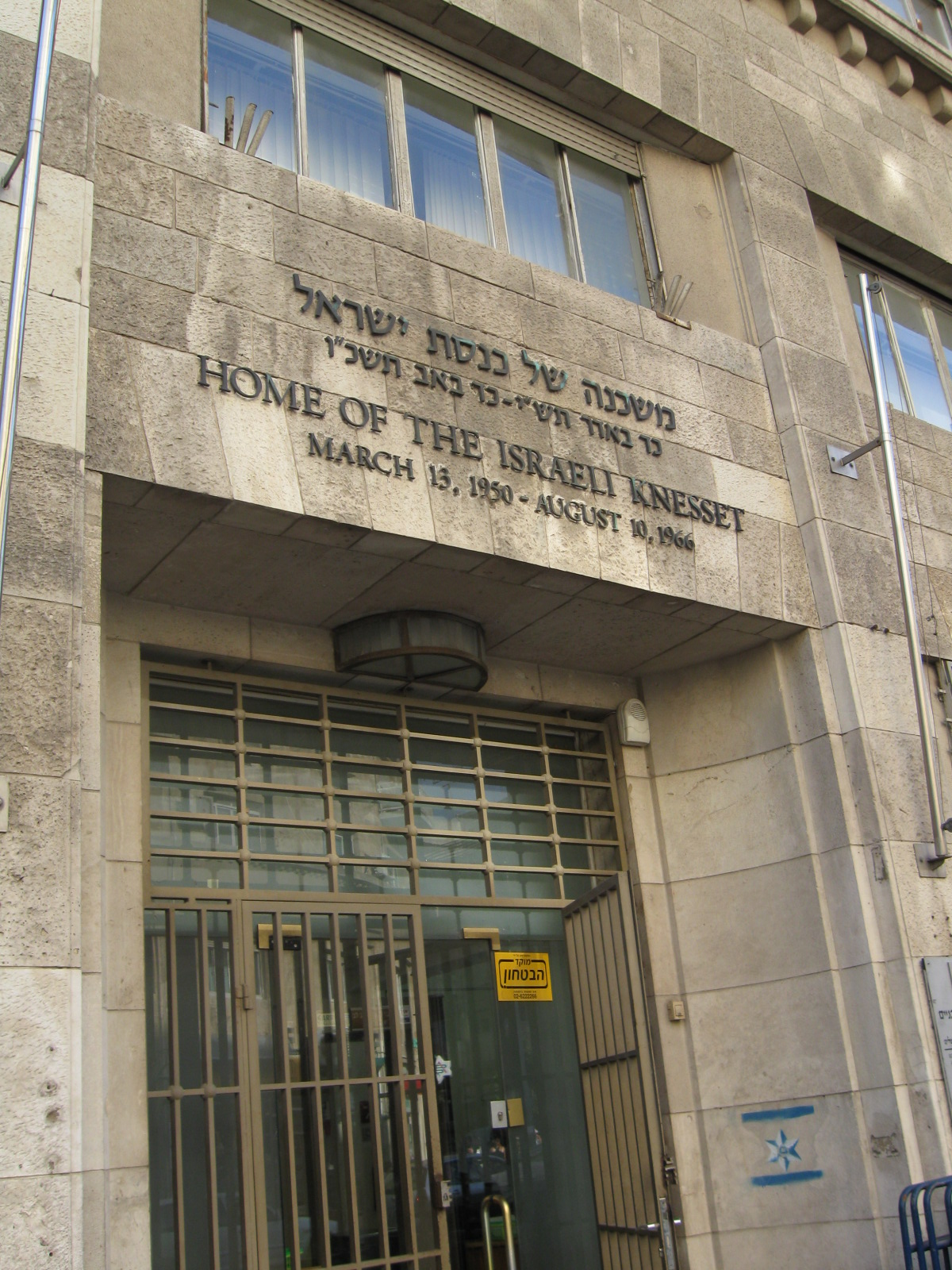
Intrarea în Casa Frumin, pe strada King George 24 din Ierusalim, fostul sediu al Knesetului în anii 1949-1966

După prima ședință, Knessetul, datorită unei incertitudini în legătură cu statutul legal al Ierusalimului și lipsei de condiții adecvate la Ierusalim, Knessetul s-a mutat la Tel Aviv, unde s-a întrunit succesiv în mai multe clădiri: Muzeul municipal, plasat pe atunci în fosta casă Dizengof, cinematograful „Kesem” și vizavi de el, în Hotelul „San Remo” (astăzi Blocul-turn „Opera”).
Dar la 13 decembrie 1949 premierul Ben Gurion a făcut faimoasa declarație prin care a proclamat Ierusalimul parte integrală și inseparabilă din Statul Israel. Drept consecință la 26 decembrie 1949 Knessetul s-a întors la Ierusalim, iarăși în clădirea Agenției Evreiești, și începând din 13 martie 1950 - vreme de 16 ani - în Casa Frumin de pe strada King George nr.24, în centrul orașului. 
Concursul pentru proiectul sediului Knessetului în cartierul guvernamental pe colina Ghivat Ram (în trecut, în arabă - Shekh Badr) a fost anunțat la 25 iulie 1956.
El a fost câștigat pintr-un vot unanim de arhitectul Yosef Klarwein. Juriul a apreciat aspectul sobru și dimensiunile de bun gust ale clădirii.
O sumă de 11.250.000 de lire sterline a fost pusă la dispoziție  în folosul acestui proiect, de către baronul James Armand Edmond de Rothschild (1878-1957), politician si filantrop evreu britanic, născut în Franța,  iar construcția a durat 9 ani. La proiect au mai luat part și alți arhitecți, între care Dov Carmi și fiul sau, Ram Carmi, precum și Dora Gad care a creat arhitectura interioară a clădirii. Piatra inaugurală a fost pusă de președintele Itzhak Ben Tzvi și văduva donatorului, baroneasa Dorothy Rothschild.  
Clădirea a fost inaugurată la 30 august 1966.
Ca multe din clădirile Ierusalimului modern, Knessetul a fost ridicat pe terenuri aflate în proprietatea Patriarhiei Greco-Ortodoxe a Ierusalimului, care au fost închiriate pe 99 ani Fondului Național Evreiesc.
În cursul anilor Knessetul a fost dotat cu noi departamente iar cele existente s-au lărgit, ceea ce a făcut spațiul existent insuficient. Din acest motiv în anii 1990 în perimetrul Knessetului s-au adăugat câteva caravane. La începutul secolului al XXI-lea s-au construit câteva aripi noi, care au fost puse în folosință până în anul 2007. Aria construită a Knessetului este în prezent de trei ori mai mare decât în 1966.
La intrarea în Knesset se află Porțile de fier și Flacăra eternă în memoria Eroilor războaielor Israelului, create de sculptorul David Palombo din Ierusalim.
(Poarta Palombo). Tot în fața Knessetului se află esplanada ceremoniilor și Menora (Candelabrul iudaic) Knessetului, creată de Benno Elkan și dar al parlamentului britanic în 1956.
În interior se afla sala plenului, sălile de sedință,biblioteca și arhiva Knessetului, birouri și auditorii, „Salonul Chagall” cu tapițerii pictate de pictorul Marc Chagall, care descriu istoria poporului evreu. Zidul de piatră aflat în fața sălii plenului, reprezentând Ierusalimul terestru și Ierusalimul celest, a fost conceput de sculptorul Danny Karavan.

## Structură
În Knesset sunt aleși, prin sufragiu universal 120 de deputați, pentru o perioadă de patru ani. În caz de criză politică, pot avea loc alegeri anticipate (depinde de hotărârea majorității din Knesset). Knessetul poate fi dizolvat de președintele statului, la cererea primului ministru.
Președintele Knessetului este, din 2013, Yuli-Yoel Edelstein, din partidul Likud (, care l-a înlocuit pe Reuven Rivlin, reprezentant al aceluiaș partid. 
9 deputați au fost aleși ca vicepreședinți ai Knessetului: Yoel Hasson și Hilik Bar - din „Tabăra sionistă” de opoziție (laburiști), rabinul Itzhak Vaknin din „Shass”,(orientali ultraortodocși), Nurit Koren, Oren Hazan din Likud, Betzalel Smotritch din „Vatra evreiască” (național religios), Tali Ploskov din partidul „Kulanu” (Noi toți - centru) Ahmed Tibi  din „Lista arabă unită”, de opoziție, și Meir Cohen din partidul de centru Yesh Atid (Există un viitor), de opoziție. 

## Atribuții

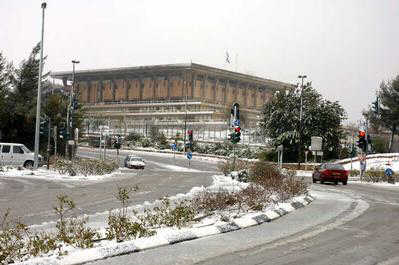
Clădirea Knessetului, în timpul iernii

În calitate de parlament, Knessetul este deținătorul puterii legislative, dar deține și puterea de control asupra executivului. 
Astfel Knessetul:
1. Votează legile.
2. Votează bugetul.
3. Controlează guvernul.
4. Alege pe președintele Statului Israel și pe Controlorul Statului.
5. Poate răsturna guvernul printr-un vot de neîncredere

## Limba de lucru
Limbile de lucru în Knesset sunt ebraica și araba.

## Turism
La Knesset sunt organizate în zilele de duminică și joi dimineața tururi turistice, cu explicații în engleză, franceză, spaniolă, arabă, germană și rusă. Luni, marți și miercuri diminiața se organizează și asistarea la ședințele parlamentului.

## Securitatea
Knesetul are o unitate de gardă. Ea este înarmată și staționată în afara clădirii. În clădirea parlamentului sunt postați oameni de ordine.
Garda Knesetului are și un rol ceremonial, participând la ceremonii precum cele din ajunul Zilei Independenței pe Muntele Herzl.